# Kolibabovce
Kolibabovce jsou obec ležící na východním Slovensku v okrese Sobrance v košickém kraji. Nejbližší pošta je vzdálena 1 km v obci Porúbka. První písemná zmínka 1567.